# Георгий Папагеоргиадис
Георгий (на гръцки: Γεώργιος, Георгиос) е гръцки духовник, митрополит на Цариградската патриаршия.

## Биография
Роден е в 1881 година със светско име Папагеоргиадис (Παπαγεωργιάδης) в село Неохори на Галиполския полуостров, Османската империя. В 1906 година завършва Халкинската семинария. В 1908 година е ръкоположен за дякон от митрополит Константин Трапезундски и за презвитер в 1910 година от митрополит Филарет Димотишки. Служи като архиерейски наместник в Платанос, Трапезундска епархия, а след това в Лозенградска, Илиуполска и Тирска (1909), Димотишка (1910), отново в Трапезундска (1912) и Бурсенска епархия (1913). От 1914 до 1942 година е енорийски свещеник в Атинската архиепископия.
На 8 март 1942 година е избран за неврокопски митрополит. Подава оставка през октомври 1945 година. Георгий така и не отива в Неврокопска епархия, защото по това време територията на епархията е анексирана от България. Последните си години е представител на Александрийската патриаршия в Атина.
Умира на 6 април 1958 година.